# Fabiana Silva
Fabiana da Silva (* 27. Juli 1988 in Rio de Janeiro) ist eine brasilianische Badmintonspielerin.

## Karriere
Fabiana Silva wurde 2007 erstmals brasilianische Meisterin im Dameneinzel. Weitere Titel folgten 2008, 2009 und 2010. In den beiden letztgenannten Jahren gewann sie auch die Damendoppelkonkurrenz. 2007 nahm sie an den Panamerikanischen Spielen teil. Bei den Südamerikaspielen 2010 wurde sie Zweite mit dem brasilianischen Team. 2019 siegte sie bei der Brazil Future Series.

## Sportliche Erfolge
| Saison | Veranstaltung                | Disziplin   | Platz | Name                           |
| ------ | ---------------------------- | ----------- | ----- | ------------------------------ |
| 2007   | Brasilianische Meisterschaft | Dameneinzel | 1     | Fabiana Silva                  |
| 2008   | Brasilianische Meisterschaft | Damendoppel | 1     | Fabiana Silva / Paula Pereira  |
| 2009   | Brasilianische Meisterschaft | Dameneinzel | 1     | Fabiana Silva                  |
| 2009   | Brasilianische Meisterschaft | Damendoppel | 1     | Fabiana Silva / Paula Pereira  |
| 2010   | Brasilianische Meisterschaft | Damendoppel | 1     | Fabiana Silva / Marina Eliezer |
| 2010   | Brasilianische Meisterschaft | Dameneinzel | 1     | Fabiana Silva                  |
| 2010   | Südamerikaspiele             | Team        | 2     | Brasilien                      |